# Markus Kilsgaard
Markus Kilsgaard (ur. 23 lutego 1992 w Herning) – duński narciarz alpejski, uczestnik Zimowych Igrzysk Olimpijskich 2010.

## Osiągnięcia

### Igrzyska olimpijskie
| Miejsce | Dzień     | Rok  | Miejscowość | Konkurencja | Czas biegu | Strata | Zwycięzca        |
| ------- | --------- | ---- | ----------- | ----------- | ---------- | ------ | ---------------- |
| DSQ1    | 23 lutego | 2010 | Vancouver   | Gigant      | -          | -      | Carlo Janka      |
| DNS1    | 27 lutego | 2010 | Vancouver   | Slalom      | -          | -      | Giuliano Razzoli |

### Mistrzostwa świata juniorów
| Miejsce | Dzień       | Rok  | Miejscowość   | Konkurencja | Czas biegu | Strata | Zwycięzca         |
| ------- | ----------- | ---- | ------------- | ----------- | ---------- | ------ | ----------------- |
| DNF1    | 30 stycznia | 2011 | Crans-Montana | Gigant      | -          | -      | Alexis Pinturault |
| DNF1    | 31 stycznia | 2011 | Crans-Montana | Slalom      | -          | -      | Reto Schmidiger   |